# 猞猁号炮舰
“猞猁”号炮舰是第一次世界大战爆发前后德意志帝国海军黑鼬级六艘炮舰中的第四艘。同舰级其他几艘分别是“黑鼬”号、“虎”号、“埃贝尔”号、“茄格亚”号和“豹”号。

## 设计
“猞猁”号总长65.2（214英尺），舷宽9.1米（30英尺），舰首吃水3.56米（11.7英尺），满载排水1,108公噸（1,091長噸；1,221短噸）。该舰的推进系统由一对立式三胀蒸汽机组成，每台蒸汽机驱动一个螺旋桨，蒸汽由四台燃煤舒尔茨-桑尼克罗夫特式锅炉提供。“猞猁”号在1,345匹公制馬力（1,327匹指示馬力）输出功率下最高时速可达13.9節（25.7每小時；16.0英里每小時）。该舰可以在9節（17每小時；10英里每小時）的航速下达到巡航半径约为2,580海里（4,780；2,970英里）。舰上通常配置有9名军官和121名士兵。火力方面，“猞猁”号装备了两门10.5（4.1英寸）SK L/40主炮组，以及482发子弹。此外，舰上还配备了六挺机枪。

## 服役记录

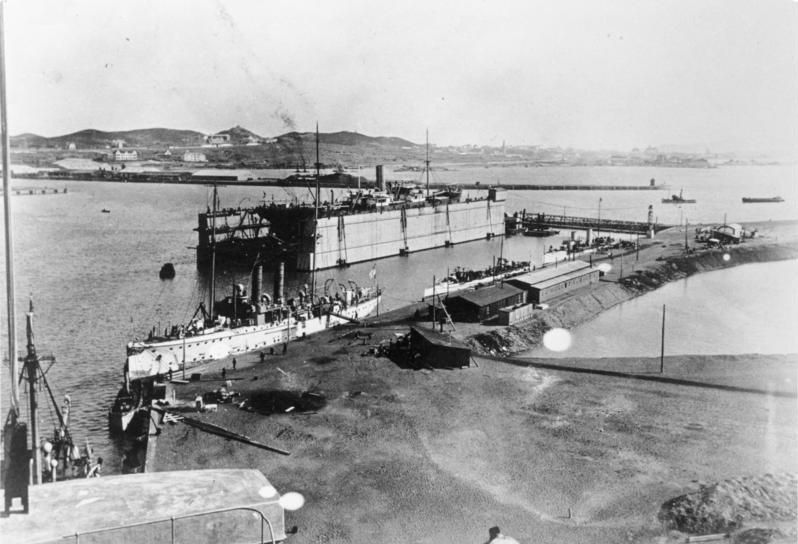
一艘鸡貂级炮舰停靠在青岛港

“猞猁”号于1898年在但泽的帝国造船厂铺设龙骨。该舰于1899年10月18日下水，并于1900年5月15日加入德国海军。入役初，该舰与防护巡洋舰“维纳塔”号以及无防护巡洋舰“兀鹰”号一起被分配到美洲基地。
1904年8月，在黄海海战中严重受损的俄国海军战列舰“太子”号以及其他三艘驱逐舰前往德国在山东青岛的海军基地寻求庇护。由于德国保持中立，东亚分舰队扣留了“太子”号等舰。8月13日，俄国舰只从三艘英国轮船上补充了煤炭供应，但德国海军装甲巡洋舰“俾斯麦侯爵”号和防护巡洋舰“汉莎”号接到命令阻止俄国军舰离开港口。随后“猞猁”号及其姊妹舰“虎”号与“赫塔”号和“兀鹰”号巡洋舰加入了德军舰只增援。
1909年12月和1910年1月初，“猞猁”号与装甲巡洋舰“沙恩霍斯特”号以及轻巡洋舰“莱比锡”号一起在香港度过了圣诞节和新年。1910年1月，这三艘舰只先后访问了曼谷、马尼拉等东亚港口，并在苏门答腊和北婆罗洲稍作停留。3月22日，这几艘军舰返回位于青岛的德国港口。
“猞猁”号于1914年9月28日在胶州湾租借地的青岛战役中沉没。其三艘姊妹舰也在围攻中沉没，其中包括同一天自沉的“鸡貂”号。

## 脚注

### 引文
1. 1 2  中宣部宣传教育局 & 教育部基础教育司 2007，第52頁.
2. ↑  上海交通大学《英汉机电工程词典》编辑部 2001，第167頁.
3. ↑  朱鸿飞 2016，第87頁.
4. 1 2 3 4  章骞 2013，第91頁.
5. 1 2  崔华杰 2016，第30頁.
6. ↑  刘怡 & 阎京生 2011，第24頁.
7. 1 2  近现代国际关系史研究 第6辑 2014，第218頁.
8. ↑  . 澎湃新闻. 2016-06-22  [2020-01-23]. （原始内容存档于2016-08-04） （中文（中国大陆））.
9. ↑  . www.sohu.com. 2018-10-16  [2020-01-23]. （原始内容存档于2020-12-27） （中文（中国大陆））.
10. ↑  武汉地方志编纂委员会 1992，第435頁.
11. ↑  近现代国际关系史研究 第6辑 2014，第219頁.
12. ↑  顾慧丽 1998，第104頁.
13. 1 2  邢来顺 2019，第500頁.
14. ↑  章骞 2013，第148頁.
15. ↑  布鲁斯·泰勒 2021，第236頁
16. ↑  Gröner，第142–143頁.
17. ↑  Gardiner，第260頁
18. ↑  Gröner，第142–153頁
19. 1 2 3  日本海人社 & 德国巡洋舰史，第44頁.
20. ↑  日本海人社 & 德国巡洋舰史，第24頁
21. ↑  Naval Notes，第693頁
22. ↑  萧西之水 2015，第89頁.
23. ↑  日本海人社 & 德国巡洋舰史，第48頁.
24. ↑   (PDF). New York Times. 14 August 1904  [11 May 2012]. （原始内容存档 (PDF)于2021-07-28）.
25. ↑  日本海人社 & 德国巡洋舰史，第58頁
26. ↑  日本海人社 & 德国巡洋舰史，第106頁
27. ↑  Hildebrand, Röhr & Steinmetz，第107頁
28. ↑  Gröner，第143頁.